# Greg Monroe
Pour les articles homonymes, voir Monroe.
Gregory Keith Monroe, Jr., né le 4 juin 1990 à Baton Rouge en Louisiane, est un joueur américain de basket-ball mesurant 2,08 m et évoluant au poste de pivot.

## Carrière universitaire
Il effectue son lycée à Helen Cox High School à Harvey en Louisiane. Il rejoint ensuite l'université de Georgetown pour évoluer avec les Hoyas de Georgetown. Pour sa première saison, il termine avec le titre de rookie (débutant) de l'année de la Big East Conference en 2009.
Arès une seconde saison en National Collegiate Athletic Association, il se déclare éligible pour la draft 2010 de la NBA.

## Carrière professionnelle

### Aux États-Unis

#### Pistons de Détroit (2010-2015)
Il est sélectionné en 7e position par les Pistons de Détroit. Le 6 juillet 2010, il signe avec les Pistons.
Monroe fait ses débuts en NBA le 30 octobre 2010 contre les Bulls de Chicago. Remplaçant, il marque deux points et prend trois rebonds en sept minutes. Après être resté remplaçant durant le premier mois de la saison, il est titularisé pour la première fois le 10 décembre 2010 contre les Timberwolves du Minnesota. Dans ce match, Monroe termine avec huit points, quinze rebonds et un contre en 35 minutes de jeu. En dépit du faible temps de jeu qu'il a eu en début de saison, l'apport de Monroe grandit en 2011 et il devient un solide marqueur et rebondeur pour la reconstruction de l'effectif des Pistons. Le 23 février 2011, contre les Pacers de l'Indiana, Monroe réalise son meilleur match de la saison avec 27 points (à 11 sur 17 aux tirs) et 12 rebonds.
Le 4 mai 2011, Monroe est 6e dans les votes pour l'élection du rookie de l'année, derrière Gary Neal des Spurs de San Antonio.
Durant la saison 2011-2012, Monroe participe et est titulaire au cours de l'ensemble des 66 matchs de la saison. Le 8 février 2012, il est sélectionné pour participer au Rising Stars Challenge lors du NBA All-Star Weekend. Monroe et son coéquipier Brandon Knight sont sélectionnés dans l'équipe de Shaq même s'ils n'ont pas été draftés la même année.
Durant la saison 2013-2014, Monroe termine sa troisième saison consécutive avec plus de 1 000 points et 600 rebonds, rejoignant ainsi Grant Hill qui était le seul Piston à réaliser cela depuis 1994-1995.
Le 30 juin 2014, les Pistons proposent une qualifying offer de 5,4 millions de dollars à Monroe, ce qui lui permet de signer où bon lui semble la saison suivante. Le 8 septembre 2014, il accepte l'offre des Pistons et devient agent libre unrestricted en 2015. Le lendemain, la NBA suspend Monroe qui n'est pas payé pour les deux premiers matchs de la saison pour conduite avec facultés affaiblies en février 2014.
Le 6 février 2015, lors de la victoire des siens 98 à 88 contre les Nuggets de Denver, il termine le match avec 21 points et 21 rebonds, le premier de sa carrière avec au moins 20 points et 20 rebonds.

#### Bucks de Milwaukee (2015-2017)
Le 9 juillet 2015, il signe chez les Bucks de Milwaukee pour un montant de 60 000 000 $ sur 3 ans.
Le 28 octobre 2015, il fait ses débuts avec les Bucks lors du match d'ouverture de l'équipe contre les Knicks de New York ; il termine la rencontre avec 22 points et 14 rebonds mais son équipe s'incline 122 à 97. Entre le 9 février et le 7 mars 2016, Monroe joue douze matches en tant que remplaçant puisque son entraîneur Jason Kidd essaie de trouver le bon 5 majeur,. Lors de son premier match en tant que remplaçant, il réalise son meilleur match de la saison avec 29 points et 12 rebonds dans la victoire 112 à 111 contre les Celtics de Boston. Le 9 mars, Monroe redevient titulaire lors d'un match contre le Heat de Miami.

#### Suns de Phoenix (2017-2018)
Le 7 novembre 2017, il est transféré vers les Suns de Phoenix en échange de Eric Bledsoe.
Il est ensuite libéré, le 1er février 2018, de sa dernière année de contrat par les Suns de Phoenix.

#### Celtics de Boston (février 2018-juillet 2018)
Le 8 février 2018, il signe avec les Celtics de Boston pour un an et 5 millions de dollars.

#### Raptors de Toronto (août 2018-février 2019)
Le 10 août 2018, il signe avec les Raptors de Toronto.
Le 7 février 2019, il est envoyé aux Nets de Brooklyn puis coupé dans la foulée,.

#### Celtics de Boston (mars - avril 2019)
Le 24 mars 2019, il signe un contrat de 10 jours avec les Celtics de Boston. Le 3 avril 2019, il n'est pas prolongé.

#### 76ers de Philadelphie (avril - juillet 2019)
Le 4 avril 2019, il signe jusqu'à la fin de la saison avec les 76ers de Philadelphie.

### En Europe
Le 25 juillet 2019, il s'engage pour une saison avec le club allemand du Bayern Munich.
Au mois de juillet 2020, il signe un contrat d'une saison avec le Khimki Moscou. En janvier 2021, alors que les résultats du Khimki sont mauvais, Monroe est licencié.

### Retour aux États-Unis (2021-2022)
Fin décembre 2021, après une expérience avec le Go-Go de Capital City, il est rappelé en NBA par les Timberwolves du Minnesota pour un contrat de 10 jours. Le 6 janvier 2022, il signe pour 10 jours avec les Wizards de Washington. Monroe retourne ensuite au Go-Go avant de revenir aux Bucks de Milwaukee où il signe un contrat de 10 jours début février. Fin mars 2022, il signe pour 10 jours en faveur du Jazz de l'Utah. Le 7 avril 2022, il revient aux Timberwolves du Minnesota jusqu'à la fin de saison.

### Départ pour la Chine (2022-2023)
En décembre 2022, Monroe quitte les États-Unis pour rejoint les Shanxi Loongs, un club du championnat chinois.

## Palmarès
- NBA All-Rookie Second Team en 2011.
- Pete Newell Big Man Award (2010)
- Third-team All-American – AP, NABC (2010)
- First-team All-Big East (2010)
- Big East Rookie of the Year (2009)
- Big East All-Rookie Team (2009)
- 2× Louisiana Mr. Basketball (2007–2008)

## Statistiques

### Universitaires
Les statistiques en matchs universitaires de Greg Monroe sont les suivantes :
| Saison    | Équipe     | Matchs | Titul. | Min./m | % Tir | % 3pts | % LF | Rbds/m. | Pass/m. | Int/m. | Ctr/m. | Pts/m. |
| --------- | ---------- | ------ | ------ | ------ | ----- | ------ | ---- | ------- | ------- | ------ | ------ | ------ |
| 2008-2009 | Georgetown | 31     | 31     | 30,9   | 57,0  | 33,3   | 70,0 | 6,55    | 2,55    | 1,84   | 1,39   | 12,68  |
| 2009-2010 | Georgetown | 34     | 33     | 34,2   | 52,5  | 25,9   | 66,0 | 9,65    | 3,74    | 1,24   | 1,53   | 16,15  |
| Total     | Total      | 65     | 64     | 32,6   | 54,2  | 27,3   | 67,7 | 8,17    | 3,17    | 1,52   | 1,46   | 14,49  |

### Professionnels

#### Saison régulière
| Saison    | Équipe       | Matchs | Titul. | Min./m | % Tir | % 3pts | % LF | Rbds/m. | Pass/m. | Int/m. | Ctr/m. | Pts/m. |
| --------- | ------------ | ------ | ------ | ------ | ----- | ------ | ---- | ------- | ------- | ------ | ------ | ------ |
| 2010-2011 | Détroit      | 80     | 46     | 27,8   | 55,1  | 0,0    | 62,2 | 7,51    | 1,31    | 1,15   | 0,56   | 9,39   |
| 2011-2012 | Détroit      | 66     | 66     | 31,5   | 52,1  | 0,0    | 73,9 | 9,65    | 2,30    | 1,27   | 0,70   | 15,38  |
| 2012-2013 | Détroit      | 81     | 81     | 33,2   | 48,6  | 0,0    | 68,9 | 9,59    | 3,46    | 1,30   | 0,68   | 16,02  |
| 2013-2014 | Détroit      | 82     | 82     | 32,8   | 49,7  | 0,0    | 65,7 | 9,27    | 2,09    | 1,11   | 0,57   | 15,23  |
| 2014-2015 | Détroit      | 69     | 57     | 31,0   | 49,6  | 0,0    | 75,0 | 10,20   | 2,06    | 1,13   | 0,49   | 15,91  |
| 2015-2016 | Milwaukee    | 79     | 67     | 29,3   | 52,2  | 0,0    | 74,0 | 8,81    | 2,25    | 0,91   | 0,85   | 15,32  |
| 2016-2017 | Milwaukee    | 81     | 0      | 22,5   | 53,3  | 0,0    | 74,1 | 6,57    | 2,31    | 1,14   | 0,47   | 11,74  |
| 2017-2018 | Milwaukee    | 5      | 0      | 15,9   | 48,5  | 0,0    | 50,0 | 5,00    | 1,00    | 0,00   | 0,00   | 6,80   |
| 2017-2018 | Phoenix      | 20     | 14     | 23,3   | 62,6  | 0,0    | 67,4 | 8,00    | 2,50    | 0,80   | 0,30   | 11,25  |
| 2017-2018 | Boston       | 26     | 0      | 19,1   | 53,0  | 0,0    | 79,7 | 6,35    | 2,27    | 1,08   | 0,65   | 10,19  |
| 2018-2019 | Toronto      | 38     | 2      | 11,1   | 46,0  | 0,0    | 57,4 | 4,11    | 0,42    | 0,34   | 0,21   | 4,82   |
| 2018-2019 | Boston       | 2      | 0      | 2,4    | 60,0  | 0,0    | 0,0  | 1,50    | 0,50    | 0,00   | 0,00   | 3,00   |
| 2018-2019 | Philadelphie | 3      | 0      | 17,5   | 65,2  | 100,0  | 90,9 | 4,33    | 2,33    | 0,33   | 0,00   | 13,67  |
| Total     | Total        | 632    | 417    | 27,7   | 51,4  | 5,9    | 70,4 | 8,27    | 2,14    | 1,06   | 0,57   | 13,17  |

#### Playoffs
| Saison | Équipe       | Matchs | Titul. | Min./m | % Tir | % 3pts | % LF | Rbds/m. | Pass/m. | Int/m. | Ctr/m. | Pts/m. |
| ------ | ------------ | ------ | ------ | ------ | ----- | ------ | ---- | ------- | ------- | ------ | ------ | ------ |
| 2017   | Milwaukee    | 6      | 0      | 23,5   | 52,9  | 0,0    | 83,3 | 7,33    | 1,67    | 1,33   | 0,50   | 13,17  |
| 2018   | Boston       | 11     | 0      | 9,5    | 50,0  | 0,0    | 68,2 | 3,18    | 0,45    | 0,18   | 0,18   | 4,82   |
| 2019   | Philadelphie | 10     | 1      | 9,0    | 40,0  | 25,0   | 77,8 | 3,10    | 0,40    | 0,50   | 0,40   | 4,00   |
| Total  | Total        | 27     | 1      | 12,4   | 48,1  | 25,0   | 77,0 | 4,07    | 0,70    | 0,56   | 0,33   | 6,37   |

## Records sur une rencontre en NBA
Les records personnels de Greg Monroe en NBA sont les suivants, :
| Type de statistique        | Saison régulière | Saison régulière         | Saison régulière | Playoffs | Playoffs             | Playoffs      |
| Type de statistique        | Record           | Adversaire               | Date             | Record   | Adversaire           | Date          |
| -------------------------- | ---------------- | ------------------------ | ---------------- | -------- | -------------------- | ------------- |
| Points                     | 35               | @ Raptors de Toronto     | 19 décembre 2012 | 18       | @ Raptors de Toronto | 18 avril 2017 |
| Paniers marqués            | 15               | @ Kings de Sacramento    | 14 mars 2012     | 6        | 2 fois               | 2 fois        |
| Paniers tentés             | 24               | @ Hawks d'Atlanta        | 8 avril 2014     | 13       | @ Nets de Brooklyn   | 18 avril 2019 |
| Paniers à 3 points réussis | 1                | Bulls de Chicago         | 10 avril 2019    | 1        | Nets de Brooklyn     | 15 avril 2019 |
| Paniers à 3 points tentés  | 2                | @ Celtics de Boston      | 12 avril 2017    | 2        | Nets de Brooklyn     | 15 avril 2019 |
| Lancers francs réussis     | 13               | Warriors de Golden State | 15 janvier 2012  | 7        | @ Bucks de Milwaukee | 20 avril 2018 |
| Lancers francs tentés      | 16               | @ Raptors de Toronto     | 22 février 2012  | 10       | 2 fois               | 2 fois        |
| Rebonds offensifs          | 10               | 3 fois                   | 3 fois           | 7        | @ Bucks de Milwaukee | 20 avril 2018 |
| Rebonds défensifs          | 17               | Nuggets de Denver        | 6 février 2015   | 10       | @ Raptors de Toronto | 15 avril 2017 |
| Rebonds totaux             | 21               | Nuggets de Denver        | 6 février 2015   | 15       | @ Raptors de Toronto | 15 avril 2017 |
| Passes décisives           | 11               | @ Kings de Sacramento    | 7 novembre 2012  | 3        | Raptors de Toronto   | 20 avril 2017 |
| Interceptions              | 4                | 20 fois                  | 20 fois          | 2        | 4 fois               | 4 fois        |
| Contres                    | 4                | 2 fois                   | 2 fois           | 1        | 9 fois               | 9 fois        |
| Balles perdues             | 7                | 2 fois                   | 2 fois           | 5        | @ Bucks de Milwaukee | 20 avril 2018 |
| Minutes jouées             | 44               | Knicks de New York       | 27 février 2015  | 26       | @ Raptors de Toronto | 15 avril 2017 |

- Double-double : 214 (dont 2 en playoffs)
- Triple-double : 2

Dernière mise à jour : 15 juillet 2022